# Straight whiskey

Straight whiskey (sau straight whisky; în traducere „whisky pur”), așa cum este definit în legislația Statelor Unite ale Americii, este whisky-ul care este distilat dintr-un must⁠(d) de cereale fermentate⁠(d) (malțificate sau nemalțificate) la o concentrație alcoolică⁠(d) mai mică de 80% și învechit timp de cel puțin doi ani în butoaie parțial carbonizate de stejar la o concentrație mai mică de 62,5% la începutul procesului de învechire. Vânzările interne de straight whiskey au depășit 27 de milioane de cutii de 9 litri în 2021.
Singurele modificări permise la straight whiskey înainte de îmbuteliere constau în amestecarea whisky-ului din butoaie diferite (și uneori de la distilerii diferite, deși numai a celor aflate în aceeași stare), filtrarea la rece⁠(d) a whisky-ului și adăugarea de apă pentru a reduce tăria alcoolică, păstrând cel puțin o concentrație de 40% vol. Această definiție este valabilă pentru producerea de whisky american pentru consum pe teritoriul Statelor Unite ale Americii, conform Standardelor federale de identitate pentru băuturile distilate. Reglementările respective nu se aplică neapărat whisky-ului american produs pentru export.
Alternativ, straight se poate referi și la un mod de a solicita și/sau de a servi o băutură de whisky – turnarea alcoolului fără adăugarea de apă, sucuri concentrate⁠(d) sau alte ingrediente. Astfel, în terminologia barmanilor⁠(d), straight este de obicei sinonim cu neat.

## Cerințe de învechire și etichetare
Cerința principală de învechire care definește un whisky drept straight este păstrarea timp de cel puțin doi ani a băuturii distilate în butoaie parțial carbonizate de stejar, cu excepția whisky-ului de porumb⁠(d), care trebuie păstrat în butoaie necarbonizate sau uzate de stejar. Băutura distilată se oxidează în această perioadă de îmbătrânire și pătrunde în lemn, extrăgând de acolo mulți dintre compușii aromatici și zaharurile lemnoase caramelizate.
Un straight whiskey care a fost învechit mai puțin de patru ani trebuie să fie etichetat cu o declarație de vârstă care precizează vârsta reală a produsului.
În afară de declarația de vârstă, care precizează vârsta celei mai noi băuturi spirtoase dintr-o sticlă, singura etichetă specială care se mai referă la vârsta unui straight whiskey în SUA este bottled in bond⁠(d). Orice bonded whiskey trebuie să fie straight whiskey și, în plus, este necesar să fi fost învechit cel puțin patru ani. Bonded whiskey-urile trebuie, de asemenea, să îndeplinească alte câteva cerințe.

## Ingrediente
Atunci când cel puțin 51% din conținutul mustului folosit la producerea unui straight whiskey este format din porumb, secară, orz sau grâu, numele său poate fi completat cu o denumire specială asociată cu tipul de cereale și cu folosirea unor cereale malțificate. De exemplu, un straight whiskey poate fi bourbon (când folosește un must de porumb), whisky de malț⁠(d) (când folosește un must din orz malțificat), whisky de secară⁠(d), whisky de malț de secară⁠(d) sau whisky de grâu⁠(d). O variație deosebit de des întâlnită este etichetarea „Kentucky Straight Bourbon Whiskey”, folosită pentru a indica un straight whiskey produs în statul Kentucky dintr-un must din cel puțin 51% boabe de porumb. Pentru ca un straight whiskey să poată fi numit whisky de porumb⁠(d), trebuie să folosească un must din cel puțin 80% porumb și să fie învechit în butoaie uzate sau necarbonizate.
Ingredientele suplimentare, cum ar fi colorantul caramel, sunt interzise a fi folosite în producerea de straight whiskey. În schimb, normele care reglementează producția de single malt whiskey⁠(d) în unele țări permit adăugarea colorantului caramel⁠(d) pentru a îmbunătăți aspectul.

## Limita de distilare
Limita concentrației alcoolice maxime de 80% în cursul procesului de distilare este un element cheie al definiției straight whiskey-ului. În cazul băuturilor cu o concentrație alcoolică care depășește această limită, cea mai mare parte a aromei din mustul fermentat original care a fost folosit în procesul de distilare va fi îndepărtată, rezultând o băutură spirtoasă mai neutră⁠(d).
În alte țări, whisky-ul poate fi produs dintr-o băutură spirtoasă cu o tărie alcoolică⁠(d) mult mai mare, ceea ce reduce, în general, aroma derivată din mustul original care a fost folosit în producerea sa.

## Relația cublended whiskey
Straight whiskey-ul este un produs diferit de blended whiskey⁠(d). Majoritatea mărcilor de whisky american din categoria premium sunt straight whiskey-uri, în timp ce mărcile din categoria economică sunt în principal blended whiskey-uri.
Cu toate acestea, straight whiskey-ul este, de asemenea, o componentă importantă a blended whiskey-ului american. Blended whiskey-ul fabricat în Statele Unite ale Americii trebuie să conțină cel puțin 20% straight whiskey. Porțiunea rămasă este formată din băuturi spirtoase cu o tărie mai mare, adesea alcooluri etilice rafinate⁠(d) neînvechite, care sunt mai puțin costisitoare de produs. Componenta de straight whiskey adaugă blend-ului o aromă caracteristică de whisky, deoarece alcoolul cu o tărie mai mare pierde majoritatea compușilor aromatizanți în timpul procesului de distilare și nu obține arome în procesul de învechire în butoi. Blended whiskey-ul poate conține, de asemenea, aditivi pentru colorare și aromatizare.
Whisky-ul canadian⁠(d), care este de obicei un blend, folosește, de asemenea, băuturi spirtoase asemănătoare cu straight whiskey-ul ca o componentă majoră a aromei, deși Canada impune un termen de învechire de cel puțin trei ani (de obicei în butoaie uzate) pentru a califica orice produs drept whisky canadian.